# Crotalaria elisabethae
Crotalaria elisabethae là một loài thực vật có hoa trong họ Đậu. Loài này được Baker f. miêu tả khoa học đầu tiên.